# Nicholas Biddle
Pour les articles homonymes, voir Biddle.
Nicholas Biddle (8 janvier 1786 à Philadelphie – 27 février 1844 à Philadelphie) était un juriste et financier américain qui fut président de la Second Bank of the United States de 1823 à 1839.
Cette fonction le voit s'opposer au président américain Andrew Jackson élu en 1828 puis réélu en 1832. Alors qu'il est très estimé et considéré comme l'un des plus fins financiers du siècle, sa politique de gestion est critiquée par le président au début des années 1830, marquée par la "Guerre de la banque centrale", entre les deux hommes.

## Biographie
Le 4 décembre 1832, dans son traditionnel message annuel au Congrès, Andrew Jackson annonce qu'il souhaite que l'État vende ses parts dans la Second Bank of the United States et que le congrès lance une enquête pour vérifier si les dépôts du Trésor sont en sécurité ou pas dans cette institution. Le lendemain, il est élu avec plus de voix que tous ses rivaux. En janvier 1833, il réclame que les dépôts du Trésor soient sans plus tarder transférés aux banques privées, dans un échange de lettres avec un de ses amis, Francis P. Blair, mais le 3 mars 1833, le congrès décide à une large majorité, après deux mois d'auditions, que les dépôts peuvent rester à la banque. Biddle a utilisé une difficulté de Jackson apparue en décembre 1832, quand le président a du rétorquer à l'État de Caroline du Sud qu'il ne pouvait s'opposer à la politique douanière de l'Union américaine, même si la Constitution semblait le laissait penser.
En décembre 1834, il annonce que l'État n'aura plus aucune dette dès le 1er janvier et que les dépôts du Trésor seront transférés aux banques privées, comme il l'avait prévu dès octobre 1833. Auparavant, Nicholas Biddle avait fait obstacle à ce projet de transfert en réclamant, dès août 1833 aux banques privées de rembourser leurs emprunts auprès de la Second Bank of the United States, ce qui avait déclenché une mini-panique en 1833. La charte de sa banque s'achève en 1836, une deuxième victoire pour Andrew Jackson, mais Biddle contourne l'obstacle en la recréant en Pennsylvanie avec les mêmes actionnaires de la banque. Nicholas Biddle fait ensuite faillite à l'issue de la Panique de 1837 et du Corner de 1838 sur le coton américain, organisé avec son associé Samuel Jaudon, ce qui fait qu'il est poursuivi en Justice jusqu'à sa mort.

## Sources
- Reginald C. McGrane (éditeur) The Correspondence of Nicholas Biddle (1919)
- Howard Bodenhorn, A History of Banking in Antebellum America: Financial Markets and Economic Development in an Era of Nation-Building (2000).
- Bray Hammond, Banks and Politics in America from the Revolution to the Civil War (1960), Pulitzer prize; the standard history.
- Robert V. Remini, Andrew Jackson and the Bank War: A Study in the Growth of Presidential Power (1967)
- Thomas Payne Govan, Nicholas Biddle: Nationalist and Public Banker, 1786-1844 (1959).
- Arthur Meier Schlesinger Jr. Age of Jackson (1946), Pulitzer prize winning intellectual history.
- George Rogers Taylor (éditeur) Jackson Versus Biddle: The Struggle over the Second Bank of the United States (1949).
- Peter Temin, The Jacksonian Economy (1969).
- Jean Alexander Wilburn, Biddle's Bank: The Crucial Years (1967).
- Sean Wilentz, The Rise of American Democracy: Jefferson to Lincoln (2005).